# Whiting (Kansas)
Whiting es una ciudad ubicada en el condado de Jackson el estado estadounidense de Kansas. En el año 2010 tenía una población de 187 habitantes y una densidad poblacional de 71,92 personas por km².

## Geografía
Whiting se encuentra ubicada en las coordenadas 39°35′24″N 95°36′47″O / 39.59000, -95.61306 (39.590001, -95.613116).

## Demografía
Según la Oficina del Censo en 2000 los ingresos medios por hogar en la localidad eran de $24,792 y los ingresos medios por familia eran $39,167. Los hombres tenían unos ingresos medios de $30,694 frente a los $19,792 para las mujeres. La renta per cápita para la localidad era de $18,353. Alrededor del 14.8% de la población estaban por debajo del umbral de pobreza.